# Aplocheilus
Aplocheilus es un género de peces de agua dulce de la familia aplocheílidos en el orden de los ciprinodontiformes, que se distribuyen por ríos de India, Sri Lanka, Pakistán y Birmania.

## Hábitat
Viven en ríos de aguas lentas o estancadas, cerca de la superficie sobre todo donde hay vegetación que cubre esta superficie, como manglares y campos encharcados de cultivos de arroz, donde se alimentan de insectos y larvas, por lo que es muy apreciado por los habitantes de la zona como larvicida.

## Especies
Se conocen siete especies válidas en este género:
- Aplocheilus blockii (Arnold, 1911) - Panchax verde
- Aplocheilus dayi (Steindachner, 1892) - Panchax de Ceilán
- Aplocheilus kirchmayeri (Berkenkamp y Etzel, 1986)
- Aplocheilus lineatus (Valenciennes, 1846) - Panchax rayado
- Aplocheilus panchax (Hamilton, 1822) - Panchax azul
- Aplocheilus parvus (Sundara Raj, 1916) - Panchax enano
- Aplocheilus werneri (Meinken, 1966) - Panchax de Werner